# Slovaquie au Concours Eurovision de la chanson
La Slovaquie participe au Concours Eurovision de la chanson, depuis sa trente-neuvième édition, en 1994, jusqu'à sa cinquante-septième édition en 2012 et ne l’a encore jamais remporté.

## Débuts
Le pays fit sa première tentative pour participer au concours, en 1993. Cette année-là, à la suite de la chute du Rideau de fer et à la dislocation de la Yougoslavie, l’UER élargit le nombre maximum de pays participants, le faisant passer de vingt-trois à vingt-cinq. Mais seuls les vingt-deux pays ayant participé à l’édition 1992 du concours obtinrent d’emblée une place en finale. L’UER décida que les trois dernières places seraient attribuées via une présélection, qui serait organisée par la télévision publique slovène : Kvalifikacija za Millstreet.
Kvalifikacija za Millstreet (en français : Qualification pour Millstreet) détient la particularité d’avoir été la toute première présélection de l’histoire du concours. Elle se déroula le samedi 3 avril 1993, à Ljubljana, en Slovénie. Sept pays y participèrent : la Bosnie-Herzégovine, la Croatie, l’Estonie, la Hongrie, la Roumanie, la Slovaquie et la Slovénie. 
Finalement, seules la Bosnie-Herzégovine, la Croatie et la Slovénie se qualifièrent. L’Estonie, la Hongrie, la Roumanie et la Slovaquie durent attendre 1994 pour faire leurs débuts.

## Participation
Depuis 1994, la Slovaquie a manqué plusieurs éditions du concours. 
En 1995 et 1997, le pays fut relégué, à la suite des résultats obtenus les années précédentes. En 1999, la Slovaquie fut à nouveau reléguée et décida de retirer, pour ne revenir qu'en 2009. En 2013, le pays se retira pour des raisons financières.
Depuis l'instauration des demi-finales, en 2004, la Slovaquie n'a participé à aucune finale du concours, ne parvenant jamais à se qualifier.

## Résultats
La Slovaquie n'a encore jamais remporté le concours. 
Le meilleur classement du pays en finale demeure jusqu'à présent la dix-huitième place de Marcel Palonder en 1996.
Le pays a terminé à une reprise à la dernière place, en demi-finale en 2012, mais n'a jamais obtenu de nul point.

## Pays hôte
La Slovaquie n'a encore jamais organisé le concours.

## Représentants
| Édition                 | Année | Artiste(s)             | Chanson               | Langue              | Traduction française       | Place (en finale)   | Points (en finale)  | Place (en demi-finale) | Points (en demi-finale) |
| ----------------------- | ----- | ---------------------- | --------------------- | ------------------- | -------------------------- | ------------------- | ------------------- | ---------------------- | ----------------------- |
| 38e                     | 1993  | Elán                   | Amnestia na neveru    | Slovaque            | Amnestie pour l'infidélité |                     |                     | 04                     | 50                      |
| 39e                     | 1994  | Tublatanka             | Nekonečná pieseň      | Slovaque            | Chanson sans fin           | 19                  | 15                  | Pas de demi-finale     | Pas de demi-finale      |
| 40e                     | 1995  | Relégation en 1995.    | Relégation en 1995.   | Relégation en 1995. | Relégation en 1995.        | Relégation en 1995. | Relégation en 1995. | Relégation en 1995.    | Relégation en 1995.     |
| 41e                     | 1996  | Marcel Palonder        | Kým nás máš           | Slovaque            | Tant que tu nous as        | 18                  | 19                  | 17                     | 36                      |
| 42e                     | 1997  | Relégation en 1997.    | Relégation en 1997.   | Relégation en 1997. | Relégation en 1997.        | Relégation en 1997. | Relégation en 1997. | Relégation en 1997.    | Relégation en 1997.     |
| 43e                     | 1998  | Katarína Hasprová      | Modlitba              | Slovaque            | Prière                     | 21                  | 08                  | Pas de demi-finale     | Pas de demi-finale      |
| Retrait de 1999 à 2008. |       |                        |                       |                     |                            |                     |                     |                        |                         |
| 54e                     | 2009  | Kamil Mikulčík et Nela | Leť tmou              | Slovaque            | Vol de nuit                |                     |                     | 18                     | 08                      |
| 55e                     | 2010  | Kristina               | Horehronie            | Slovaque            | Horehronie                 |                     |                     | 16                     | 24                      |
| 56e                     | 2011  | TWiiNS                 | I'm Still Alive       | Anglais             | Je suis toujours en vie    |                     |                     | 13                     | 48                      |
| 57e                     | 2012  | Max Jason Mai          | Don't Close Your Eyes | Anglais             | Ne ferme pas tes yeux      |                     |                     | 18                     | 22                      |
| Retrait depuis 2013.    |       |                        |                       |                     |                            |                     |                     |                        |                         |

- Première place
- Deuxième place
- Troisième place
- Dernière place

 Qualification automatique en finale
 Élimination en demi-finale

## Galerie

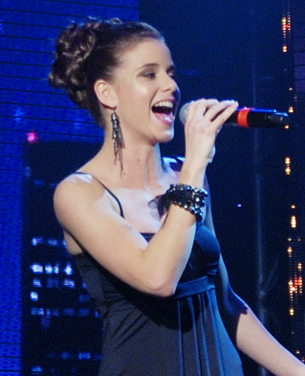
Nela Pocisková à Moscou (2009)

## Chefs d'orchestre, commentateurs et porte-paroles
| Année                                                      | Chef d'orchestre | Commentateur(s)  | Porte-parole     |
| ---------------------------------------------------------- | ---------------- | ---------------- | ---------------- |
| 1994                                                       | Vladimír Valovič | Alena Heribanová | Juraj Čurný      |
| 1995                                                       | relégation       | relégation       | relégation       |
| 1996                                                       | Juraj Burian     | Juraj Čurný      | Alena Heribanová |
| 1997                                                       | relégation       | relégation       | relégation       |
| 1998                                                       | Vladimír Valovič | Juraj Čurný      | Alena Heribanová |
| 1999, 2000, 2001, 2002, 2003, 2004, 2005, 2006, 2007, 2008 | retrait          | retrait          | retrait          |
| 2009                                                       | -                | Roman Bomboš     | L'ubomír Bajaník |
| 2010                                                       | -                | Roman Bomboš     | L'ubomír Bajaník |
| 2011                                                       | -                | Roman Bomboš     | Mária Pietrová   |
| 2012                                                       | -                | Roman Bomboš     | Mária Pietrová   |

## Historique de vote
Depuis 1994, la Slovaquie a attribué en finale le plus de points à :
| Rang | Pays    | Points |
| ---- | ------- | ------ |
| 1    | Malte   | 34     |
| 2    | Estonie | 30     |
| 3    | Croatie | 27     |
| 4    | Suède   | 26     |
| 5    | Irlande | 25     |

Depuis 1994, la Slovaquie a reçu en finale le plus de points de la part de :
| Rang | Pays    | Points |
| ---- | ------- | ------ |
| 1    | Malte   | 20     |
| 2    | Croatie | 8      |
| 3    | Grèce   | 7      |
| 4    | Pologne | 5      |
| 5    | Espagne | 2      |

### 12 Points
Légende
 Vainqueur - La Slovaquie a donné 12 points à la chanson victorieuse / La Slovaquie a reçu 12 points et a gagné le concours
 2e place - La Slovaquie a donné 12 points à la chanson arrivée à la seconde place / La Slovaquie a reçu 12 points et est arrivée deuxième
 3e place - La Slovaquie a donné 12 points à la chanson arrivée à la troisième place / La Slovaquie a reçu 12 points et est arrivée troisième
 Qualifiée - La Slovaquie a donné 12 points à une chanson parvenue à se qualifier pour la finale / La Slovaquie a reçu 12 points et s'est qualifiée pour la finale
 Non-qualifiée - La Slovaquie a donné 12 points à une chanson éliminée durant les demi-finales / La Slovaquie a reçu 12 points mais n'est pas parvenue à se qualifier pour la finale
| Année | Attribués | Attribués           | Reçus         | Reçus               |
| Année | Finale    | Demi-Finale         | Finale        | Demi-Finale         |
| 1994  | Croatie   | Pas de demi-finales | Malte         | Pas de demi-finales |
| 1996  | Malte     | Pas de demi-finales | Aucun         | Pas de demi-finales |
| 1998  | Malte     | Pas de demi-finales | Aucun         | Pas de demi-finales |
| 2009  | Estonie   | Azerbaïdjan         | Non qualifiée | Aucun               |
| 2010  | Allemagne | Malte               | Non qualifiée | Aucun               |
| 2011  | Ukraine   | Bosnie-Herzégovine  | Non qualifiée | Ukraine             |
| 2012  | Suède     | Suède               | Non qualifiée | Aucun               |